# Curculigo pilosa
Curculigo pilosa là một loài thực vật có hoa trong họ Hypoxidaceae. Loài này được (Schumach. & Thonn.) Engl. mô tả khoa học đầu tiên năm 1908.